# Лај (митологија)
Лај (грч. Λάιος) је у грчкој митологији био тебански краљ, Лабдаков син.

## Митологија
Лај је већ у првој години живота изгубио оца, па је за његовог тутора одређен Лик, који је у његово име владао Тебом двадесет година. Међутим, Лика су убили Амфион и Зет и протерали Лаја из Тебе. Тако је доспео у Елиду где га је срдачно примио Пелоп, а заузврат је Лај учио Пелоповог сина Хрисипа да управља колима. Према једном предању, Лај се страсно заљубио у дечака, отео га и силовао, због чега се Хрисип од стида убио. Пелоп је због тога проклео Лаја да или нема потомства или да страда управо од руке свог сина. Лај се вратио у Тебу где је загосподарио, јер је Амфион преминуо, али га његов народ није казнио због злочина који је починио. Због тога је Хера послала на Тебу чудовишну Сфингу. Лај се оженио Јокастом, али дуго нису имали деце због страха од Пелопове клетве. Ипак, Лај се у неком тренутку ипак зближио са својом супругом и рођен је Едип. Иако је Лај осакатио малишана и оставио га да умре на планини Китерон, пророчанство се испунило након неколико година. Едип је преживео и порастао и срео са својим оцем на раскрсници у Фокиди, али се нису препознали. Настао је сукоб око тога ко ће се склонити са пута, а потом и туча у којој је Лај страдао од песнице свог сина.

## Друге личности
Лај је био и младић који је заједно са Келејем, Кербером и Еголијем оскрнавио Зевсову пећину на Криту, у коју је ушао са намером да из ње узме мед светих пчела, о чему је писао Антонин Либерал. Они су дошли опремљени, односно заштићени бронзаним оклопима. Међутим, они су се истопили како се појавио Зевс. Он је већ припремио своју муњу како би их спржио, али су га зауставиле Темида и мојре, јер нико није смео да умре на овом светом месту. Уместо тога их је све претворио у птице. Лај је био претворен у дрозда.